# Noyelles-sur-Sambre
Noyelles-sur-Sambre est une commune française située dans le département du Nord, en région Hauts-de-France.

## Géographie
Noyelles sur Sambre se situe dans le sud-est du département du Nord (Hainaut) en plein cœur du Parc naturel régional de l'Avesnois.
L'Avesnois est connu pour ses prairies, son bocage et son relief un peu vallonné dans sa partie sud-est (début des contreforts des Ardennes), dite "petite Suisse du Nord".
Noyelles sur Sambre fait partie administrativement de l'Avesnois, historiquement du Hainaut et ses paysages rappellent la Thiérache.
La commune se trouve à 95 km de Lille (Préfecture du Nord), à 110 km de Bruxelles (Belgique), à 128 de Reims (Marne), à 46 km de Valenciennes et Mons (B), à 68 km de Charleroi (B), à 29 km de Fourmies, à 21 km de Maubeuge, à 13 km d'Avesnes-sur-Helpe (Sous-Préfecture) et à 5 km de Maroilles.
La Belgique se trouve à 25 km. Le département de l'Aisne se trouve à 10 km.
La commune est traversée par l'Helpe Majeure.

### Communes limitrophes
|            | Sassegnies          | Leval                   |
| Locquignol | Noyelles-sur-Sambre | Dompierre-sur-Helpe     |
| Maroilles  |                     | Taisnières-en-Thiérache |

### Hydrographie

#### Réseau hydrographique
La commune est située dans le bassin Artois-Picardie. Elle est drainée par la Sambre canalisée, la Noyelles-sur-Sambre, le fossé des Berlières, le Grand fossé et divers autres petits cours d'eau,.
L'Helpe Majeure, d'une longueur de 69 km, prend sa source dans la commune de Ohain et se jette  dans la Sambre canalisée sur la commune, après avoir traversé 18 communes. Les caractéristiques hydrologiques de l'Helpe Majeure sont données par la station hydrologique située sur la commune. Le débit moyen mensuel est de 3,89 m3/s. Le débit moyen journalier maximum est de 66 m3/s, atteint lors de la crue du 16 janvier 1968. Le débit instantané maximal est quant à lui de 85,5 m3/s, atteint le 1er juillet 1980.
La Sambre canalisée est un canal, chenal et un cours d'eau naturel, d'une longueur de 101 km, qui prend sa source dans la commune de Rejet-de-Beaulieu, s'écoule vers le nord-est et franchit la frontière belge au droit de Jeumont. 

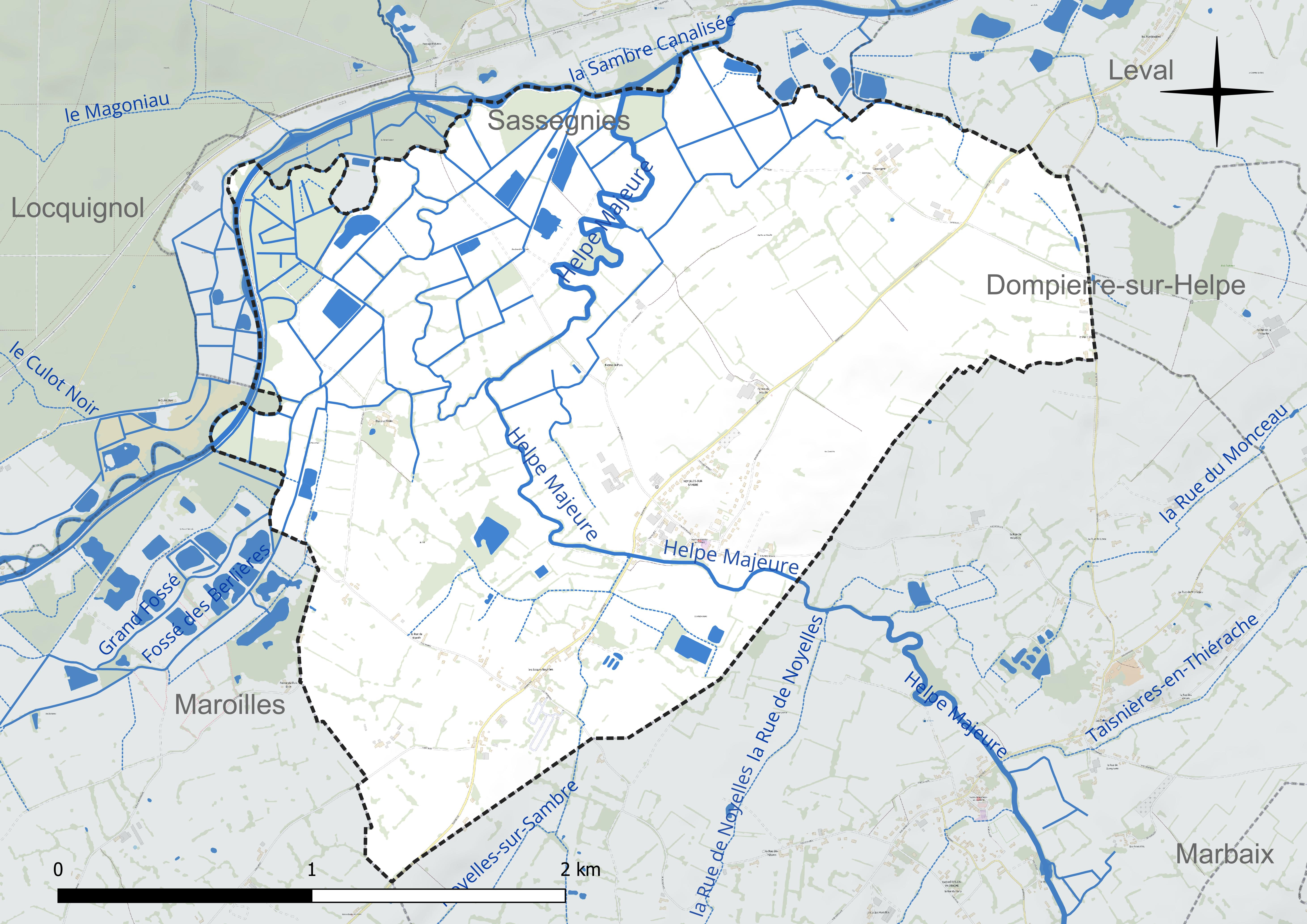
Réseau hydrographique de Noyelles-sur-Sambre.

#### Gestion et qualité des eaux
Le territoire communal est couvert par le schéma d'aménagement et de gestion des eaux (SAGE) « Sambre ». Ce document de planification concerne un territoire de 1 253 km2 de superficie, délimité par le bassin versant de la Sambre. Le périmètre a été arrêté le 1er novembre 2003 et le SAGE proprement dit a été approuvé le 21 septembre 2012, puis modifié le 18 août 2022. La structure porteuse de l'élaboration et de la mise en œuvre est le syndicat mixte du Parc naturel régional de l'Avesnois. 
La qualité des cours d'eau peut être consultée sur un site dédié géré par les agences de l'eau et l'Agence française pour la biodiversité. 

### Climat
Pour des articles plus généraux, voir Climat des Hauts-de-France et Climat du Nord.
En 2010, le climat de la commune est de type climat des marges montargnardes, selon une étude du CNRS s'appuyant sur une série de données couvrant la période 1971-2000. En 2020, Météo-France publie une typologie des climats de la France métropolitaine dans laquelle la commune est exposée à un climat océanique altéré et est dans la région climatique  Nord-est du bassin Parisien, caractérisée par un ensoleillement médiocre, une pluviométrie moyenne régulièrement répartie au cours de l'année et un hiver froid (3 °C). 
Pour la période 1971-2000, la température annuelle moyenne est de 10 °C, avec une amplitude thermique annuelle de 14,8 °C. Le cumul annuel moyen de précipitations est de 827 mm, avec 12,7 jours de précipitations en janvier et 9,3 jours en juillet. Pour la période 1991-2020, la température moyenne annuelle observée sur la station météorologique la plus proche, située sur la commune de Saint-Hilaire-sur-Helpe à 8 km à vol d'oiseau, est de 10,5 °C et le cumul annuel moyen de précipitations est de 802,4 mm,. Pour l'avenir, les paramètres climatiques de la commune estimés pour 2050 selon différents scénarios d'émission de gaz à effet de serre sont consultables sur un site dédié publié par Météo-France en novembre 2022.

## Urbanisme

### Typologie
Au 1er janvier 2024, Noyelles-sur-Sambre est catégorisée commune rurale à habitat dispersé, selon la nouvelle grille communale de densité à sept niveaux définie par l'Insee en 2022.
Elle est située hors unité urbaine et hors attraction des villes,.

### Occupation des sols
L'occupation des sols de la commune, telle qu'elle ressort de la base de données européenne d'occupation biophysique des sols Corine Land Cover (CLC), est marquée par l'importance des territoires agricoles (95,2 % en 2018), une proportion identique à celle de 1990 (95,2 %). La répartition détaillée en 2018 est la suivante : 
prairies (65,2 %), terres arables (24,3 %), zones agricoles hétérogènes (5,7 %), zones urbanisées (3,9 %), zones humides intérieures (0,9 %). L'évolution de l'occupation des sols de la commune et de ses infrastructures peut être observée sur les différentes représentations cartographiques du territoire : la carte de Cassini (XVIIIe siècle), la carte d'état-major (1820-1866) et les cartes ou photos aériennes de l'IGN pour la période actuelle (1950 à aujourd'hui).

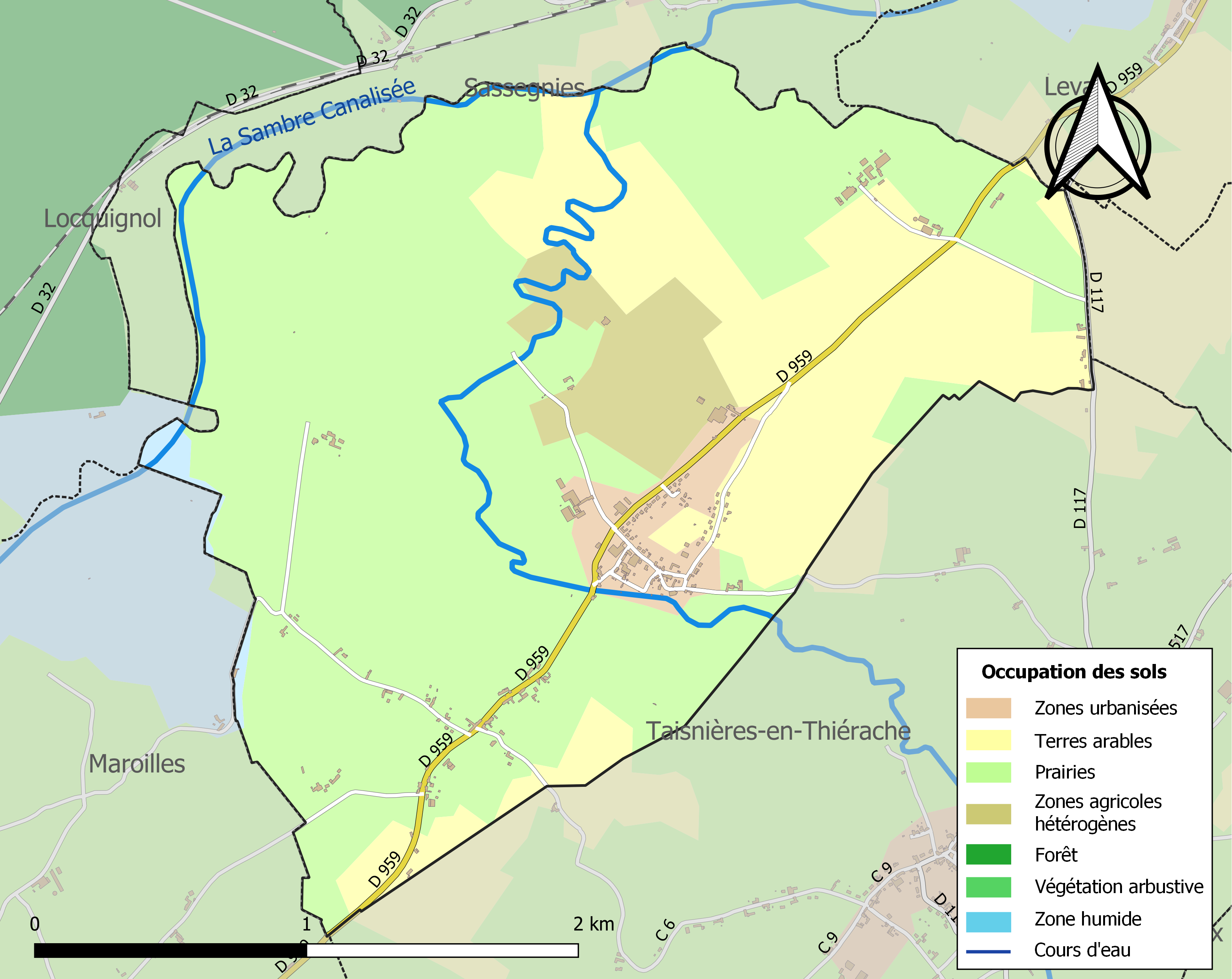
Carte des infrastructures et de l'occupation des sols de la commune en 2018 (CLC).

### Voies de communication et transports
La commune est desservie, en 2024, par le service de transport à la demande du réseau Stibus. Elle est également desservie par la ligne 987 et 989 du réseau interurbain Arc-en-Ciel 4.

## Toponymie
1131 : noiella ; 1186 : noielle ; 1237 : noïelle ; 1242 : noiella ; 1245 : neel ; 1258 : noielles ; 1295 : noyelles. 
Latinisé en Nigella au IXe siècle, sur la base de l'homonyme nielle. Toponyme gaulois composé de *novio, latinisé en Nigella aux IXe et Xe siècles (« neuf, nouveau » → voir Noyon) et *ialo- (« clairière, lieu défriché, essart » → voir Neuilly et Noailles). Le toponyme se rencontre principalement dans la France du Nord (Nord-Pas-de-Calais et Picardie, Normandie, Bretagne) et dérive du celtique Nigella, qui désigne une « dépression humide entre les dunes », un « lieu marécageux ».
À noter qu'en langue picarde "noyé" signifie "sous l'eau - inondé" et correspond à la physionomie de la commune dont une partie des terrains est inondable.

## Politique et administration

### Tendance politique
Jean-Pierre Monnier devient maire en juin 1995. Il succède à Marcel Daussy.
Le premier tour des élections municipales se déroule le 15 mars 2020. À cette occasion, 129 électeurs parmi les 245 inscrits font le déplacement, et le maire sortant recueille 123 voix. Le confinement lié à la pandémie de Covid-19 retarde de deux mois l'élection des maires par les nouveaux conseils municipaux. Jean-Pierre Monnier est réélu pour un cinquième mandat de maire le 30 mai avec dix voix sur onze.

### Liste des maires
Maire de 1802 à 1807 : Thomas Evrard,.

Maire en 1939 : Meis.
| Identité                                         | Période   | Période   | Durée            | Étiquette     |
| Identité                                         | Début     | Fin       | Durée            | Étiquette     |
| ------------------------------------------------ | --------- | --------- | ---------------- | ------------- |
| Marcel Daussy (d) (28 mars 1923 - 17 avril 2017) | mars 1989 | juin 1995 | 6 ans et 3 mois  | indépendant   |
| Jean-Pierre Monnier (d) (né le 11 juin 1957)     | juin 1995 | En cours  | 30 ans et 2 mois | divers droite |

## Population et société

### Démographie

#### Évolution démographique
L'évolution du nombre d'habitants est connue à travers les recensements de la population effectués dans la commune depuis 1793. Pour les communes de moins de 10 000 habitants, une enquête de recensement portant sur toute la population est réalisée tous les cinq ans, les populations de référence des années intermédiaires étant quant à elles estimées par interpolation ou extrapolation. Pour la commune, le premier recensement exhaustif entrant dans le cadre du nouveau dispositif a été réalisé en 2006.

En 2022, la commune comptait 282 habitants, en évolution de −2,08 % par rapport à 2016 (Nord : +0,51 %, France hors Mayotte : +2,11 %).
| 1793 | 1800 | 1806 | 1821 | 1831 | 1836 | 1841 | 1846 | 1851 |
| ---- | ---- | ---- | ---- | ---- | ---- | ---- | ---- | ---- |
| 700  | 390  | 424  | 470  | 496  | 491  | 508  | 516  | 507  |

| 1856 | 1861 | 1866 | 1872 | 1876 | 1881 | 1886 | 1891 | 1896 |
| ---- | ---- | ---- | ---- | ---- | ---- | ---- | ---- | ---- |
| 507  | 473  | 434  | 462  | 432  | 445  | 418  | 390  | 365  |

| 1901 | 1906 | 1911 | 1921 | 1926 | 1931 | 1936 | 1946 | 1954 |
| ---- | ---- | ---- | ---- | ---- | ---- | ---- | ---- | ---- |
| 352  | 363  | 352  | 370  | 325  | 342  | 339  | 363  | 345  |

| 1962 | 1968 | 1975 | 1982 | 1990 | 1999 | 2006 | 2011 | 2016 |
| ---- | ---- | ---- | ---- | ---- | ---- | ---- | ---- | ---- |
| 356  | 335  | 385  | 371  | 351  | 335  | 329  | 308  | 288  |

| 2021 | 2022 | - | - | - | - | - | - | - |
| ---- | ---- | - | - | - | - | - | - | - |
| 278  | 282  | - | - | - | - | - | - | - |

#### Pyramide des âges
La population de la commune est relativement âgée.
En 2018, le taux de personnes d'un âge inférieur à 30 ans s'élève à 23,7 %, soit en dessous de la moyenne départementale (39,5 %). À l'inverse, le taux de personnes d'âge supérieur à 60 ans est de 32,1 % la même année, alors qu'il est de 22,5 % au niveau départemental.
En 2018, la commune comptait 137 hommes pour 137 femmes, soit un taux de 50 % de femmes, légèrement inférieur au taux départemental (51,77 %).
Les pyramides des âges de la commune et du département s'établissent comme suit.
| Hommes | Classe d’âge | Femmes |
| ------ | ------------ | ------ |
| 1,6    | 90 ou +      | 1,6    |
| 9,7    | 75-89 ans    | 7,4    |
| 18,9   | 60-74 ans    | 24,8   |
| 26,2   | 45-59 ans    | 24,8   |
| 20,1   | 30-44 ans    | 17,3   |
| 12,0   | 15-29 ans    | 10,4   |
| 11,5   | 0-14 ans     | 13,6   |

| Hommes | Classe d’âge | Femmes |
| ------ | ------------ | ------ |
| 0,5    | 90 ou +      | 1,4    |
| 5,3    | 75-89 ans    | 8,1    |
| 14,8   | 60-74 ans    | 16,2   |
| 19,1   | 45-59 ans    | 18,4   |
| 19,5   | 30-44 ans    | 18,7   |
| 20,7   | 15-29 ans    | 19,1   |
| 20,2   | 0-14 ans     | 18     |

## Culture locale et patrimoine

### Lieux et monuments
- Église SS Jacques et Christophe : église du XVIIIe siècle avec voûte en bardeaux
- Anciennes croix de cimetière
- Tombes de guerre de la Commonwealth War Graves Commission au cimetière
- Monument aux morts
- Calvaire et chapelles

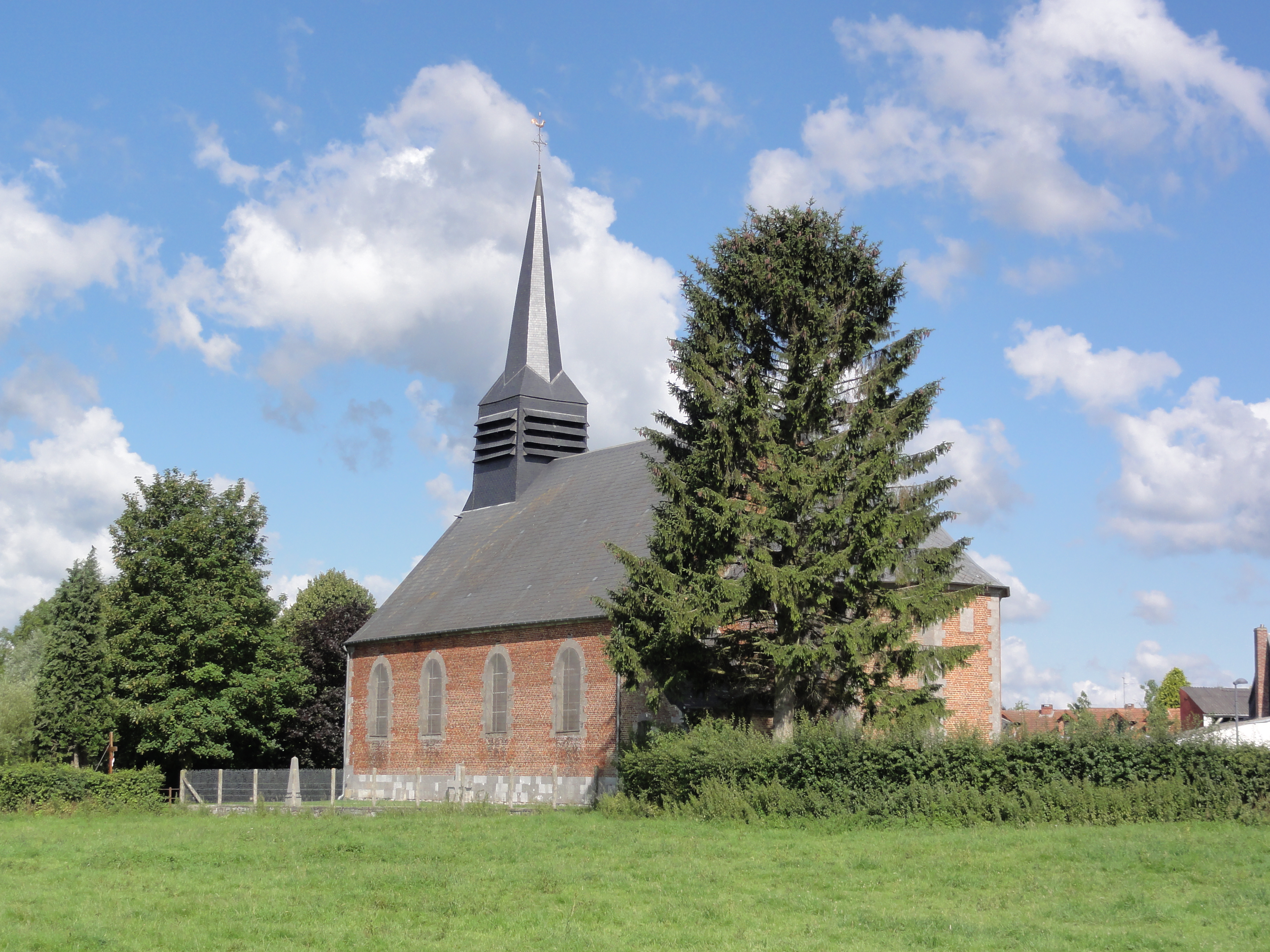
L'église saints Jacques et Christophe
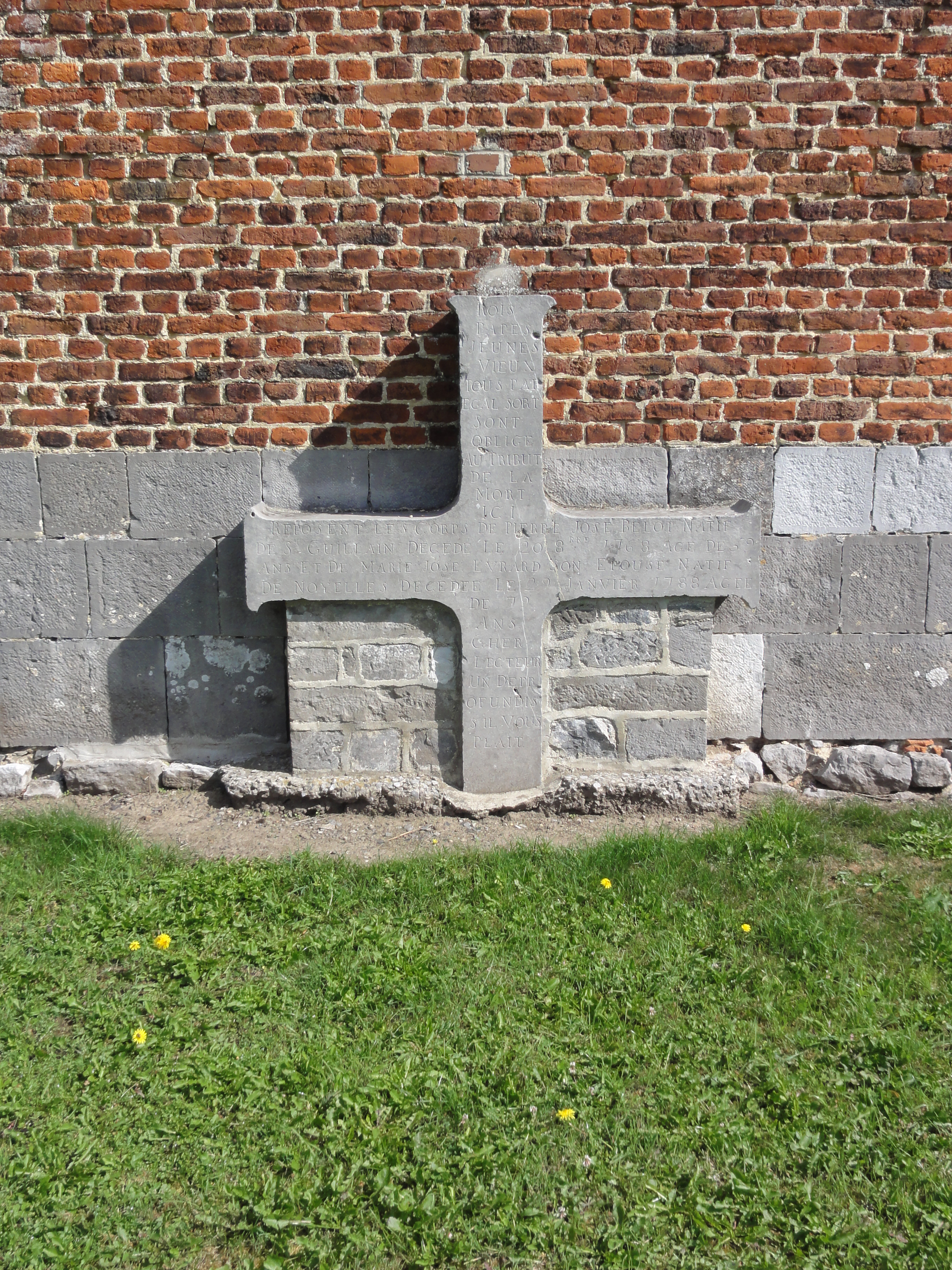
Ancienne croix de tombe
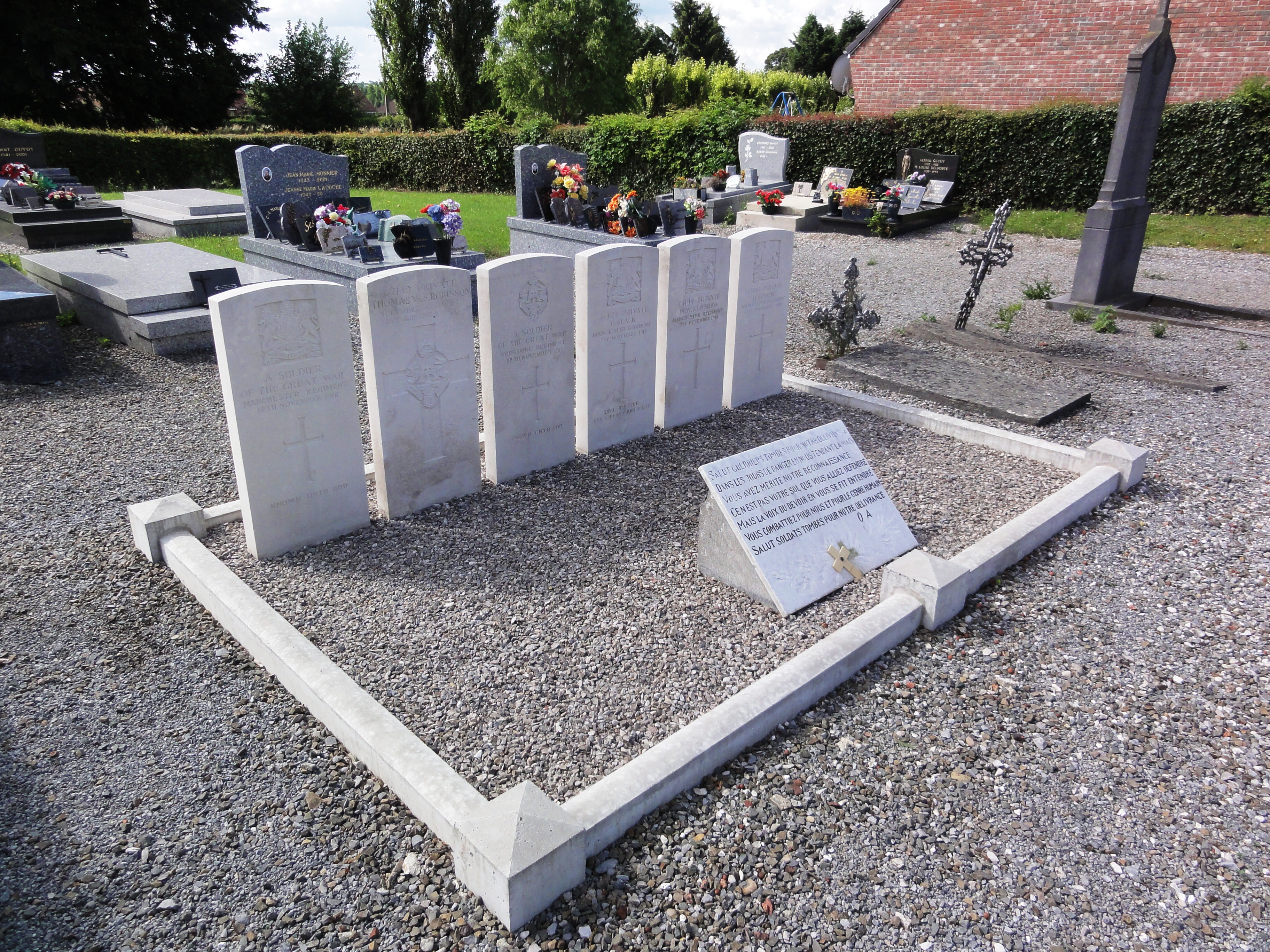
Tombes de guerre de la CWCG
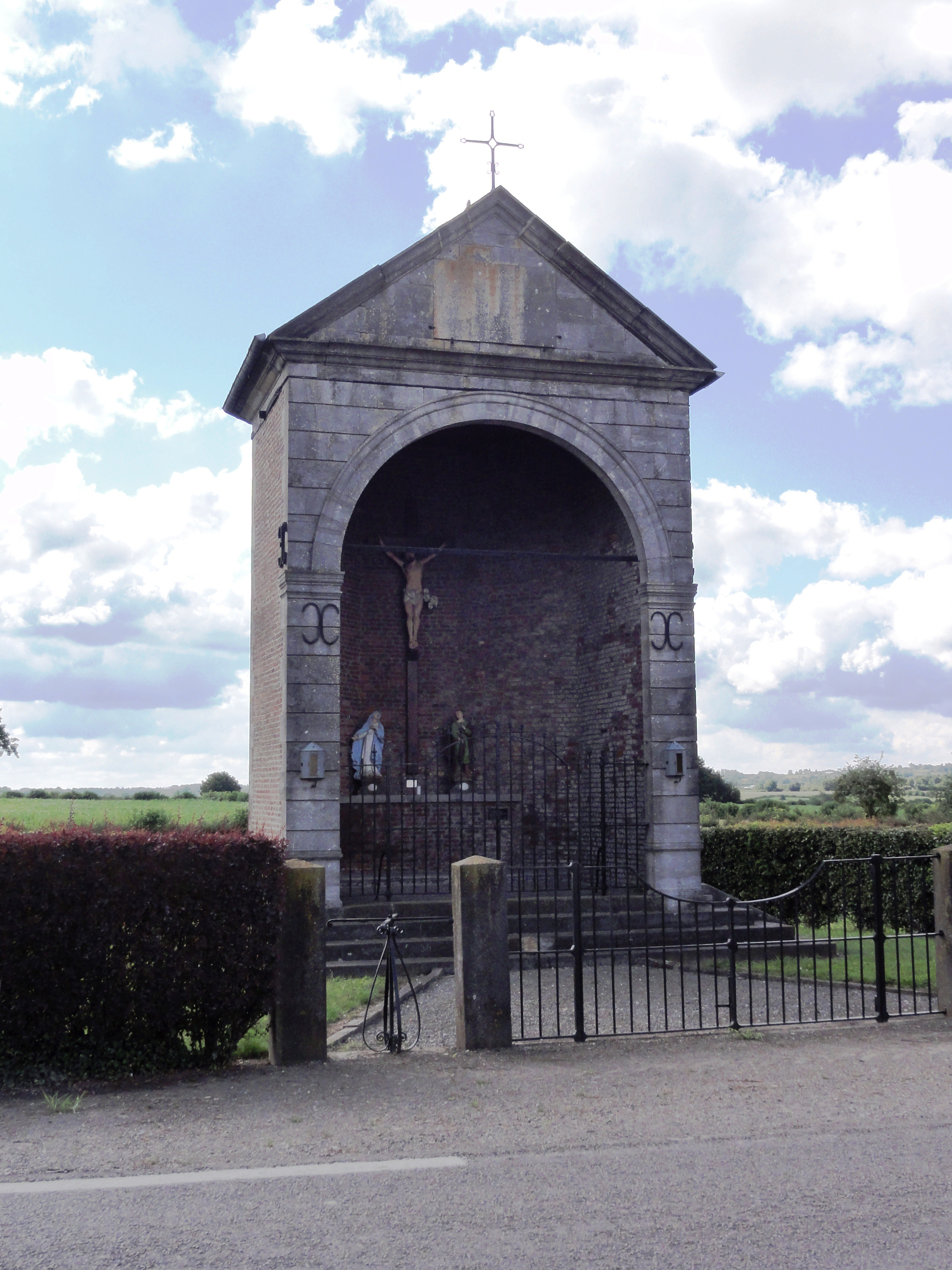
Calvaire
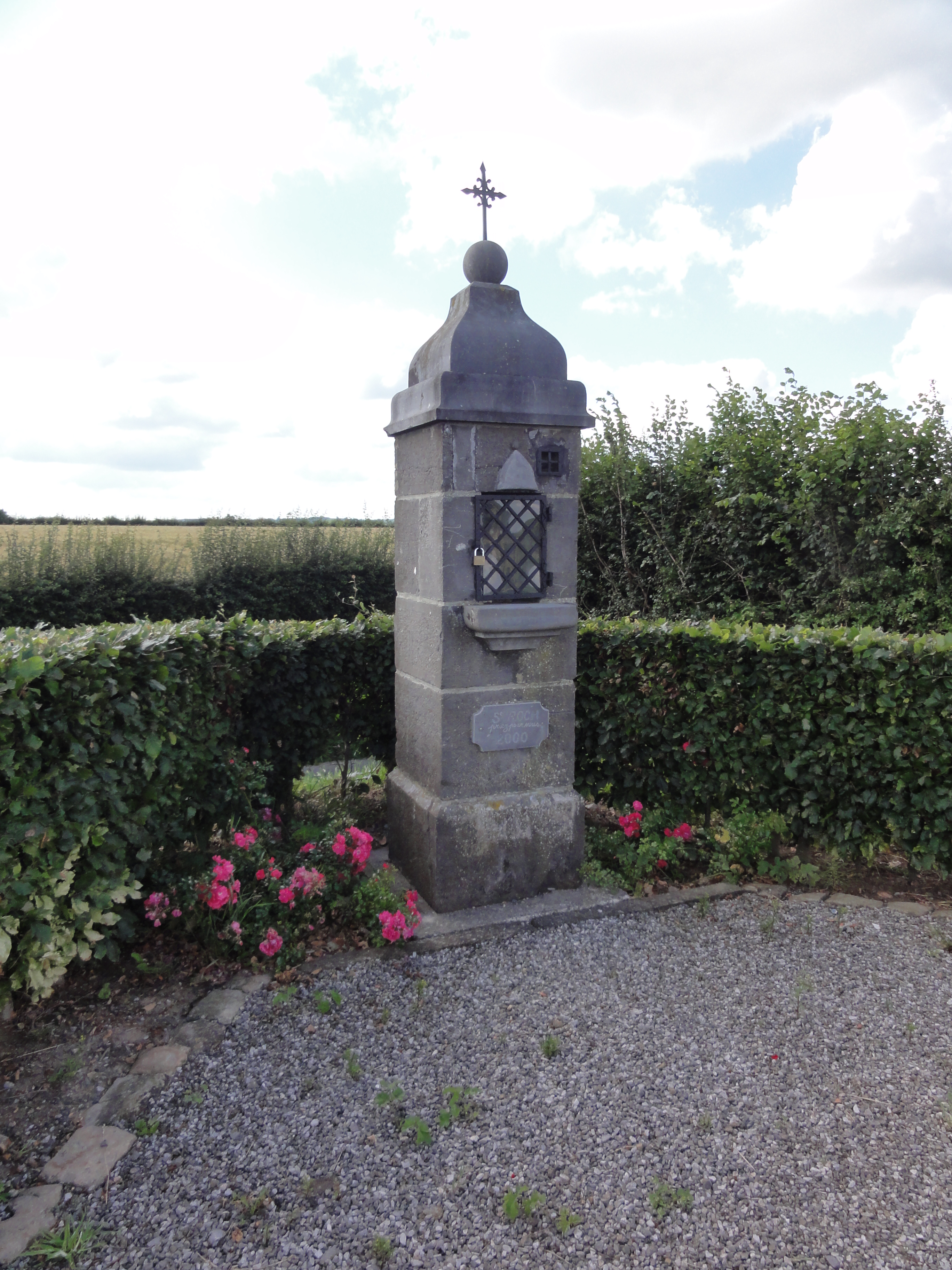
Chapelle Saint-Roch
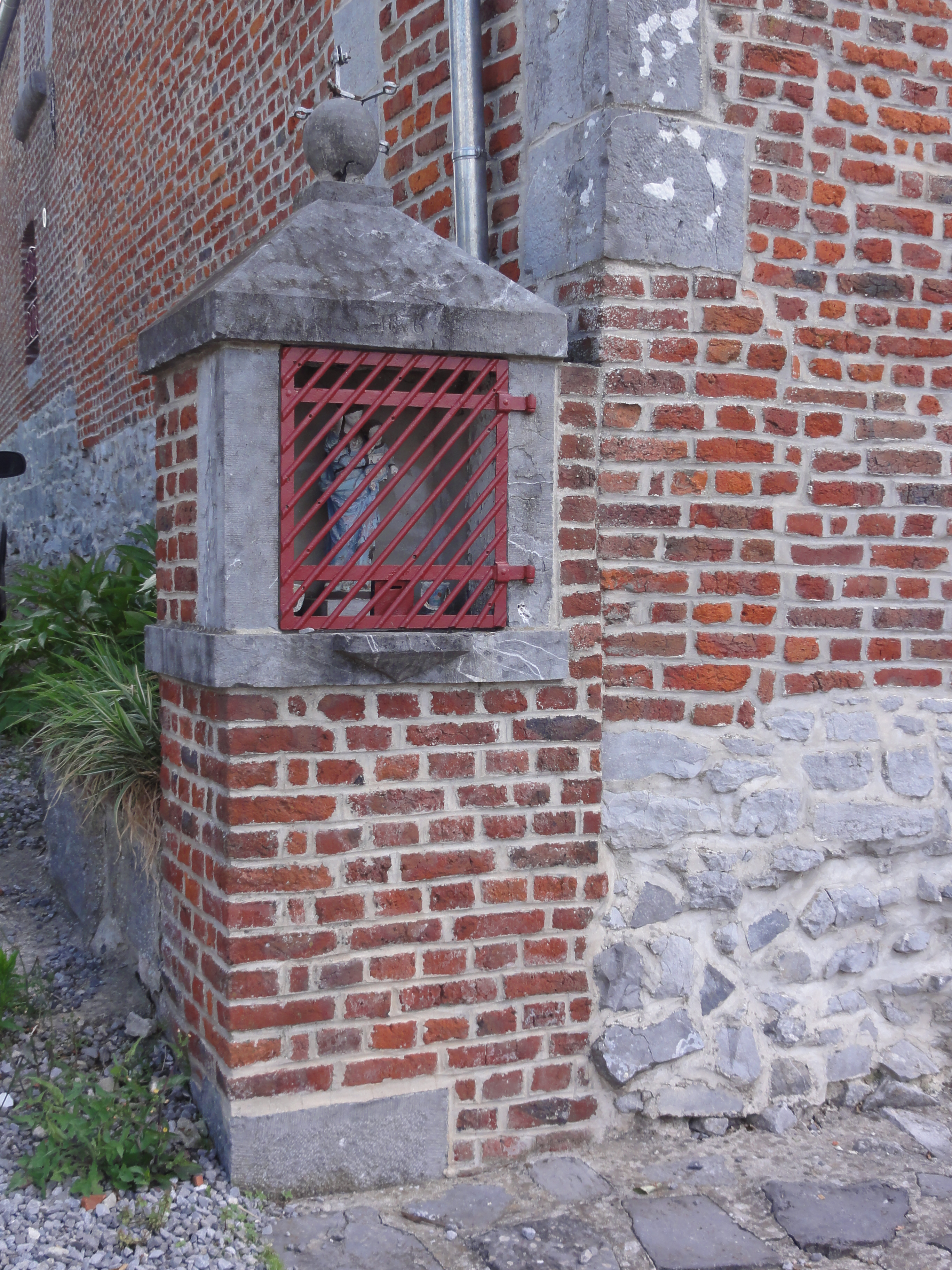
Chapelle sur la place du village

### Personnalités liées à la commune
- le peintre Marcel Gromaire (1892-1971) y est né et y est enterré au cimetière municipal. L'église renferme une de ses toiles (La Vierge drapée dans des voiles bleus tenant l'enfant Jésus).

### Héraldique
|  | Les armes de Noyelles-sur-Sambre se blasonnent ainsi : D'argent à un rencontre de cerf de gueules brochant sur une crosse d'or en pal. |

## Pour approfondir